# カトナ

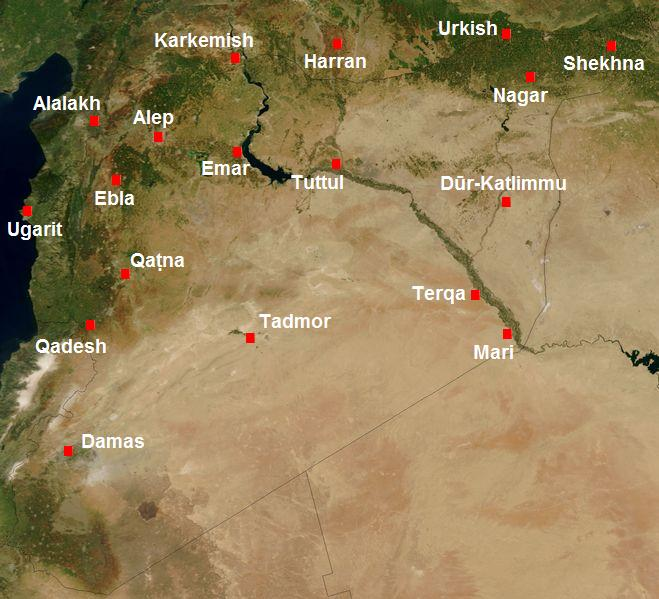
古代オリエントの地図

カトナ（カトゥナ、Qatna、アラビア語：قطنا、現在のアル＝マシュラファ al-Mashrafah المشرفة）はシリアにある古代の都市国家の遺跡。ホムスの北東18km、オロンテス川の支流ワジ・イル＝アスワド（Wadi il-Aswad）にある遺丘テル＝エル＝ミシュリフェ（Tell-el-Mishrife）にある。遺丘（テル）の面積は1平方kmで、西シリアでも最大級の青銅器時代の都市である。遺丘はシリア砂漠の石灰岩の台地のへりに位置し、肥沃なホムス盆地に面している。

## 遺跡の概要
カトナの街を囲む城壁の遺構は現在でも残り、その高さは一部では20mになる。城壁の遺構は泥で作った日干しレンガと石灰岩の破片からなり、もとは石灰岩が壁面を覆っていたと推測される。城壁の前には濠が掘られている。青銅器時代の都市としては珍しいことに、城壁が囲む都市の形は四角形であり、各辺の真ん中あたりには門が設けられている。4つの城門は、白い石灰岩と黒い玄武岩を使ったオーソスタット（orthostats、壁の下部を覆う石の板）で覆われ、基礎は岩盤に達している。門の入り口の幅は4mである。
街の中心付近にある丘（'colline centrale'）はアクロポリスであったと推測される。宮殿は、アクロポリスの北にある「教会の小山」（'Butte de l'eglise'）と呼ばれる付近にあり、青銅器時代のシリアでも現在知られる中では最大級の建物であった。しかし宮殿の日干しレンガの壁の多くが1920年代の発掘の際に見逃されて掘り返されてしまい、石板で覆った壁や、硬い床面が境目を作る部分の壁だけが残っている。カトナの宮殿の間取りはマリの宮殿と非常に似ている。玄武岩でできた柱の基礎が多数見つかっており、この柱の使い方はアララハ遺跡第7層のヤリム・リム王（Yarim-Lim）の宮殿と比較できる。長さ20mはある玉座の間など、いくつかの部屋は寸法が非常に大きく、杉材でできた梁が屋根に使われていたとみられる。この宮殿は紀元前2千年紀前半に遡るとみられ、カトナの名前の分かっている最初の王イシ・アッドゥ王（後述）の住まいとも考えられている。中心の丘の北にある「小アクロポリス」には、2002年に二つ目の宮殿が見つかり、王族の住居と考えられている。
遺丘（テル）の上には1980年代からキリスト教徒の町が新しくでき始めている。このミスリフェ（Misrife）の町には、2000年現在で2,500人の住民がいる。

## 発掘調査
テル＝エル＝ミシュリフェでは、フランス委任統治領時代の1924年、および1927年から1929年の間に、Robert du Mesnil du Boisson の指揮の下で発掘調査が行われた。彼は青銅器時代の宮殿の一部、三つの門、墳墓などを発見しており、その成果は今日の調査の基礎になっている。1994年にはシリア文化省考古総局（Syrian General Directorate of Antiquities and Museums）により、中央部の丘と門が発掘された。1999年には考古総局、イタリアのウーディネ大学、ドイツのテュービンゲン大学により発掘が再開されたが、2002年の王墓および楔形文字の粘土板の発見を契機にドイツとイタリアの調査チームの間で対立が起こっている。

## 歴史

### 交易の歴史
紀元前2千年紀には、メソポタミア地方とキプロス島・クレタ島・エジプト地方を結ぶ貿易路が形成された。カトナはユーフラテス川中流域（マリなど）からタドモル（パルミラ）を経て地中海に至る道の半ばにあった。また、ユーフラテス川沿いのエマル（Emar）からヤムハド（ハラブ、アレッポ）、カトナ、ハツォル（Tel Hazor）-メギド（Tel Megiddo）を経てエジプトへ行く道も通っていた。カトナのあるホムス盆地の西には、南からのレバノン山脈が途切れ北へ続くシリア海岸部の山脈が始まる大きな谷間があり、地中海沿いの港ビブロスやトリポリへ向かう道が発していた。
カトナは、マリからカトナを経て地中海に至るスズ貿易の中継地であり、キプロスからの銅はこの貿易路を逆にたどってメソポタミアに向かっていた。マリから発見された大量の粘土板文書の中では、布や服、ある種の弓、宝石、木材、ワイン、二輪の戦車などが、カトナを経てマリに届く品物として挙げられており、一部は更にバビロンへと運ばれた。

### 都市国家カトナ
カトナが文献に最初にあらわれるのは、ウル第三王朝の時代にまでさかのぼる。カトナでは、青銅器時代後期の宮殿の瓦礫内から、エジプト第12王朝のアメンエムハト2世（紀元前1875年 - 紀元前1840年）の娘・イターのスフィンクスが発見されており、エジプトからの影響の強さを物語るものの、このスフィンクスがいつカトナにもたらされたかははっきりしないため第12王朝とカトナとの関係も明確ではない。
マリから発見された文献により名前の分かっている最初のカトナ（カタヌム Qatanum）王は、イシ・アッドゥ（Ishi-Addu、「アッダはわが助け」）である。彼は上メソポタミアのシャムシ・アッドゥ（Shamshi-Addu）と同盟を組んでいた。イシ・アドゥの跡を継いだのは息子のアムト・ピ・エル（Amut-pî-el）で、王子の頃にナザラ（Nazala）の知事だった人物である。彼の治世はバビロニアのハンムラビ王（紀元前1792年 - 紀元前1750年）と同時期だった。アムト・ピ・エルの妹ベルトゥム（Beltum）はマリの王ヤスマフ・アッドゥ（Jasmah-Addu）と結婚している。彼女の母はおそらくアッシュールかエカラトゥムの出身のラムマシ・アッシュール（Lammassi-Ashur）とみられる。マリの王ジムリ・リムもカトナ出身の姫ダム・フラシム（Dam-hurasim）を娶っている。マリがハンムラビに征服され破壊された後は、カトナに関する文献は少なくなる。ヤリム・リム3世の治めるヤムハド（アレッポ）がカトナの最大のライバル都市となり、一時はヤムハドに支配された。
ミタンニ帝国が上メソポタミアで台頭すると、カトナはミタンニと同盟を結ぶが、エジプトとミタンニの間の係争地となる。カトナ宮殿の一部（宮殿C室、ニン・エガル（Nin-Egal）神殿と呼ばれる部屋）の銘文には、ミタンニ人がカトナに住んでいることが書かれている。エジプト第18王朝のアメンホテプ1世（紀元前1515年 - 紀元前1494年）とトトメス1世（紀元前1494年 - 紀元前1482年）のシリア遠征はカトナにも達したとみられるが決定的な証拠は見つかっていない。カルナックのアメン大神殿の第7塔門（パイロン）には、トトメス3世（紀元前1479年 - 紀元前1425年）がその治世の33年目にカトナの地に滞在したことが書かれている。
アメンホテプ2世（紀元前1427年 - 紀元前1401年）はオロンテス川を渡る途中にカトナに襲われたが、勝利をおさめ戦利品を奪った。その中にミタンニの戦車の装備もあったことが書かれている。

### 没落
一方、カトナ宮殿の地下から見つかった楔形文字の粘土板からは、以前には知られていなかった紀元前1400年頃の王・イダンダ（Idanda）の名が見つかっている。ヒッタイトの王シュッピルリウマ1世（紀元前1380年 - 紀元前1340年）のシリア遠征の際、カトナのアキジ（Akizzi）王子はエジプトのアメンホテプ4世に助けを求めたが、彼は唯一神アテンを祀り新首都アマルナへ遷都する大改革に没頭しており、結局カトナは、ヒッタイトに征服・略奪され住民を連行されたシリアの都市国家の中に名を連ねることとなる。この時期のエジプト内外の政策が記された粘土板・アマルナ文書の中にはアキジ王子がアメンホテプ4世に宛てた親書5通も含まれている。
またカトナの名は、エジプト第20王朝のラムセス3世（紀元前1180年）の時代までのエジプト地誌にも記載されていた。エマルから見つかった文献にも、青銅器時代末期（紀元前12世紀）にアラム人がカトナを襲った様が書かれていることから、少なくともこの時期にはまだカトナは存在したことがわかる。
遺丘には新バビロニア時代（紀元前7世紀）にも人が住んでいたことが出土品からわかるが、すでに近隣のホムス（エメサ）が交易路の中継点という役割を奪っていたため、取るに足らない町となっていた。

## 出土品
カトナの宮殿跡からはキプロスから輸入した青銅器時代中期の陶器がある。また新たな発掘では、紀元前2千年紀の陶器工房跡やここで作られた陶器が多数見つかっている。
2002年には、青銅器時代後期のごみ捨て穴から頭のない玄武岩製の像が見つかった。この像はへりの分厚い典型的な「シリアのコート」を着ており、これは普通高貴な人物の象徴であることから、名の分からないカトナの王の像と考えられる。
同じく2002年には、宮殿の「玉座の間」の下に見つかった廊下の跡から、楔形文字を書いた粘土板63枚が発見された。これらは焼け落ちた屋根の梁の残骸に覆われており、ヒッタイトの侵略時に隠されたものとみられる。これはイダンダ王の文書庫にあった文書と考えられ、ヒッタイトの脅威に覆われた当時の北シリアの絶望的な政治状況についての報告や、国内政治についての行政文書などが含まれている。これらの文書は、アッカド語とフルリ語を混ぜて書いた、今まで見られない文書である。